# Cochliomyia hominivorax
Cochliomyia hominivorax, é uma espécie de mosca parasítica conhecida pela forma como as suas larvas comem tecido vivo de animais de sangue quente. Encontra-se presente nas zonas tropicais do Novo Mundo e é uma das cinco espécies do género Cochliomyia. A infestação de um animal vertebrado vivo é tecnicamente designada como miíase. Enquanto as larvas de muitas espécies de moscas alimentam-se de tecidos necróticos, podendo ocasionalmente infestar uma ferida antiga e pútrida, as larvas desta espécie são invulgares por atacarem tecido saudável. No Estados Unidos, a infestação de gado por esta espécie de mosca é de declaração obrigatória às autoridades veterinárias.

## Ciclo de vida
As fêmeas de Cochliomyia hominivorax põem 250 a 500 ovos na carne exposta de animais de sangue quente, incluindo humanos, em feridas e umbigos de animais recém-nascidos. As larvas eclodem e enterram-se no tecido circundante à medida que se alimentam. Se a ferida for perturbada durante este período as larvas enterram-se mais profundamente. As larvas são capazes de causar graves danos nos tecidos ou até mesmo a morte do hospedeiro. Entre três a sete dias após a sua eclosão as larvas caem ao solo onde passam a pupas. As pupas atingem o estado adulto cerca de sete dias depois. As fêmeas acasalam entre quatro a cinco dias após a eclosão. O ciclo de vida completo dura aproximadamente vinte dias. Uma fêmea pode pôr até 3000 ovos e voar até 200 km durante a sua vida.

## Larvas

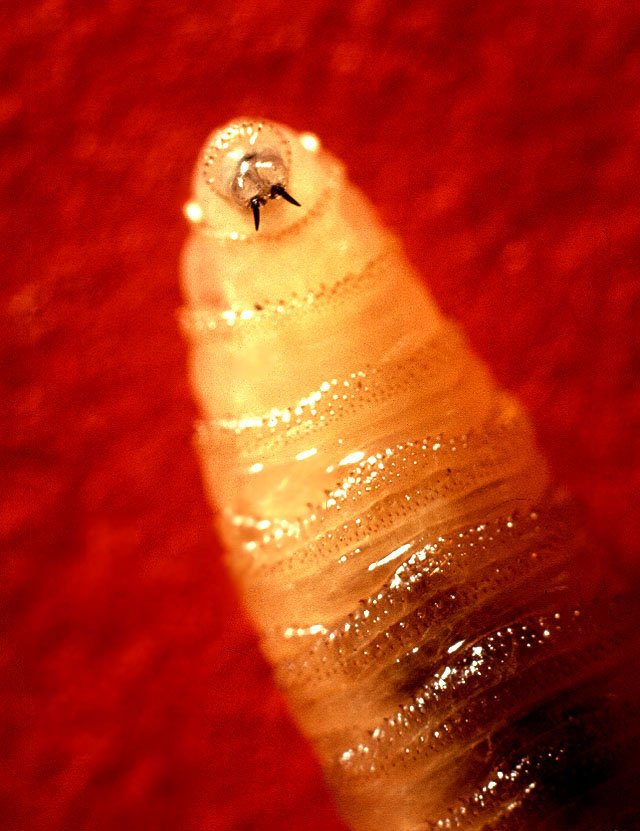
Larva de Cochliomyia hominivorax

Suas larvas possuem como característica o estigma no formato de dedos separados, possuem espinhos no final do corpo (para fixação no substrato) e troncos traqueais pigmentados e alongados (é aeróbia).

## Controle
Os Estados Unidos erradicaram oficialmente esta mosca em 1982 usando a técnica do inseto estéril. Foi igualmente erradicada na Guatemala e Belize em 1994, El Salvador em 1995, e Honduras em 1996. Noutros países, como o México, Nicarágua, Costa Rica, Panamá e Jamaica decorrem ainda campanhas de erradicação.